# Bolesław Wiechuła
Bolesław Wiechuła pseud. „San”, „dr Nowak”, „Bolek” (ur. 18 kwietnia 1912 w Pawłowie, zm. 26 października 1943 w Mostach) – lekarz chirurg, harcerz.
Ukończył gimnazjum w Katowicach, a w 1937 r. medycynę na Wydziale Lekarskim Uniwersytetu Poznańskiego. W gimnazjum i na uniwersytecie związany był z harcerstwem. W Warszawie odbywał specjalizację z chirurgii. W czasie kampanii wrześniowej był chirurgiem szpitala wojskowego w Brześciu nad Bugiem. Podczas okupacji początkowo był szefem sanitarnym Śląskiej Tajnej Organizacji Harcerskiej, później szefem sanitarnym okręgu śląsko-dąbrowskiego ZWZ (później AK) oraz inspektorem do spraw instruktażu i łączności. Był referentem do spraw Śląska w Komendzie Głównej AK. Aresztowany 8 czerwca 1943 i po ciężkim śledztwie stracony w publicznej egzekucji w Mostach k. Jabłonkowa.